# Ginásio Universíade
O Ginásio Universíade, oficialmente Ginásio da Brigada Militar, foi um ginásio poliesportivo localizado na cidade de Porto Alegre, capital do estado do Rio Grande do Sul. Construído em 1963 para a Universíade de Verão, possuía capacidade para 7.000 pessoas.

## História
Localizado no cruzamento da Avenida Ipiranga com a Rua Silva Só, no bairro Santa Cecília, o Ginásio Universíade foi construído para sediar os eventos de basquete da Universíada de Verão de 1963. Inaugurado em 29 de agosto de 1963, levou 92 dias para ser concluído. 
O custo total da obra do ginásio foi de 71 milhões de cruzeiros. A festa de inauguração contou com a presença do então governador do Rio Grande do Sul Ildo Meneghetti, responsável por cortar a fita inaugural.
Em 1.º de outubro de 2017, o Ginásio Universíade foi parcialmente destruído por um temporal: metade do telhado foi arrancada e a estrutura do ginásio foi danificada, permanecendo assim até ser demolido em 2019. Antes, houve uma tentativa de leiloar o ginásio em 2018.